# چارلز ادوارد تیلور
چارلز ادوارد تیلور (۲۴ مه ۱۸۶۸ – ۳۰ ژانویه ۱۹۵۶) مخترع، مکانیک و ماشین‌ساز آمریکایی بود. وی، سازنده اولین موتور هواپیمایی بود که توسط برادران رایت در رایت فلایر استفاده شد. و یکی از عوامل مهم مهارتهای مکانیکی در ساخت و نگهداری موتورها و هواپیماهای اولیه رایت بود.
۲۴ مه، روز تولد او، به عنوان روز مهندسین مکانیک هواپیما نامگذاری شده‌است.